# Selecció de futbol de Kuwait
La selecció de futbol de Kuwait és l'equip representatiu del país a les competicions oficials. La seva organització està a càrrec de l'Associació de Futbol de Kuwait, pertanyent a la AFC.
El Salvador ha disputat només una vegada la fase final de la Copes del Món, l'any 1982, on va jugar un total de tres partits: en va empatar un (a 1, contra Txecoslovàquia) i va perdre els altres dos.

## Participacions en la Copa del Món
Campions      Finalistes      Tercers      Quarts
Un requadre vermell indica que eren amfitrions del campionat.
| Historial a la Copa del Món | Historial a la Copa del Món | Historial a la Copa del Món | Historial a la Copa del Món | Historial a la Copa del Món | Historial a la Copa del Món | Historial a la Copa del Món | Historial a la Copa del Món | Historial a la Copa del Món |
| Edició                      | Ronda                       | Posició                     | PJ                          | PG                          | PE                          | PP                          | GF                          | GC                          |
| --------------------------- | --------------------------- | --------------------------- | --------------------------- | --------------------------- | --------------------------- | --------------------------- | --------------------------- | --------------------------- |
| 1930                        | No hi participà             | No hi participà             | No hi participà             | No hi participà             | No hi participà             | No hi participà             | No hi participà             | No hi participà             |
| 1934                        | No hi participà             | No hi participà             | No hi participà             | No hi participà             | No hi participà             | No hi participà             | No hi participà             | No hi participà             |
| 1938                        | No hi participà             | No hi participà             | No hi participà             | No hi participà             | No hi participà             | No hi participà             | No hi participà             | No hi participà             |
| 1950                        | No hi participà             | No hi participà             | No hi participà             | No hi participà             | No hi participà             | No hi participà             | No hi participà             | No hi participà             |
| 1954                        | No hi participà             | No hi participà             | No hi participà             | No hi participà             | No hi participà             | No hi participà             | No hi participà             | No hi participà             |
| 1958                        | No hi participà             | No hi participà             | No hi participà             | No hi participà             | No hi participà             | No hi participà             | No hi participà             | No hi participà             |
| 1962                        | No hi participà             | No hi participà             | No hi participà             | No hi participà             | No hi participà             | No hi participà             | No hi participà             | No hi participà             |
| 1966                        | No hi participà             | No hi participà             | No hi participà             | No hi participà             | No hi participà             | No hi participà             | No hi participà             | No hi participà             |
| 1970                        | No hi participà             | No hi participà             | No hi participà             | No hi participà             | No hi participà             | No hi participà             | No hi participà             | No hi participà             |
| 1974                        | No es classificà            | No es classificà            | No es classificà            | No es classificà            | No es classificà            | No es classificà            | No es classificà            | No es classificà            |
| 1978                        | No es classificà            | No es classificà            | No es classificà            | No es classificà            | No es classificà            | No es classificà            | No es classificà            | No es classificà            |
| 1982                        | Primera fase                | 21s                         | 3                           | 0                           | 1                           | 2                           | 2                           | 6                           |
| 1986                        | No es classificà            | No es classificà            | No es classificà            | No es classificà            | No es classificà            | No es classificà            | No es classificà            | No es classificà            |
| 1990                        | No es classificà            | No es classificà            | No es classificà            | No es classificà            | No es classificà            | No es classificà            | No es classificà            | No es classificà            |
| 1994                        | No es classificà            | No es classificà            | No es classificà            | No es classificà            | No es classificà            | No es classificà            | No es classificà            | No es classificà            |
| 1998                        | No es classificà            | No es classificà            | No es classificà            | No es classificà            | No es classificà            | No es classificà            | No es classificà            | No es classificà            |
| 2002                        | No es classificà            | No es classificà            | No es classificà            | No es classificà            | No es classificà            | No es classificà            | No es classificà            | No es classificà            |
| 2006                        | No es classificà            | No es classificà            | No es classificà            | No es classificà            | No es classificà            | No es classificà            | No es classificà            | No es classificà            |
| 2010                        | No es classificà            | No es classificà            | No es classificà            | No es classificà            | No es classificà            | No es classificà            | No es classificà            | No es classificà            |
| 2014                        | No es classificà            | No es classificà            | No es classificà            | No es classificà            | No es classificà            | No es classificà            | No es classificà            | No es classificà            |
| 2018                        | Desqualificada              | Desqualificada              | Desqualificada              | Desqualificada              | Desqualificada              | Desqualificada              | Desqualificada              | Desqualificada              |
| 2022                        | No es classificà            | No es classificà            | No es classificà            | No es classificà            | No es classificà            | No es classificà            | No es classificà            | No es classificà            |
| 2026                        | Pendent                     | Pendent                     | Pendent                     | Pendent                     | Pendent                     | Pendent                     | Pendent                     | Pendent                     |
| 2030                        | Pendent                     | Pendent                     | Pendent                     | Pendent                     | Pendent                     | Pendent                     | Pendent                     | Pendent                     |
| 2034                        | Pendent                     | Pendent                     | Pendent                     | Pendent                     | Pendent                     | Pendent                     | Pendent                     | Pendent                     |
| Total                       | Primera fase                | Primera fase                | 3                           | 0                           | 1                           | 2                           | 2                           | 6                           |

## Espanya 1982

### Primera fase: Grup 4
| Pos | Equip          | PJ | PG | PE | PP | GF | GC | DG | Pts | Classificació           |
| --- | -------------- | -- | -- | -- | -- | -- | -- | -- | --- | ----------------------- |
| 1   | Anglaterra     | 3  | 3  | 0  | 0  | 6  | 1  | +5 | 6   | Avança a la segona fase |
| 2   | França         | 3  | 1  | 1  | 1  | 6  | 5  | +1 | 3   | Avança a la segona fase |
| 3   | Txecoslovàquia | 3  | 0  | 2  | 1  | 2  | 4  | −2 | 2   |                         |
| 4   | Kuwait         | 3  | 0  | 1  | 2  | 2  | 6  | −4 | 1   |                         |

| Txecoslovàquia   | 1–1     | Kuwait        |
| ---------------- | ------- | ------------- |
| Panenka 21' (p.) | Informe | Al-Dakhil 57' |

| França                                            | 4–1     | Kuwait          |
| ------------------------------------------------- | ------- | --------------- |
| Genghini 31' · Platini 43' · Six 48' · Bossis 89' | Informe | Al-Buloushi 75' |

| Anglaterra  | 1–0     | Kuwait |
| ----------- | ------- | ------ |
| Francis 27' | Informe |        |